# 谦六彝族乡
谦六彝族乡是中华人民共和国云南省普洱市澜沧拉祜族自治县下辖的一个民族乡。

## 行政区划
谦六彝族乡下辖以下村级行政区划单位：
谦糯村、乍乃村、大桥头村、新寨村、芒弄村、田坝村、打岗村、龙潭村、新城村、和平村、水源村、麻栗河村、小佛房村、腊撒村和平掌村。